# گرهارت گنتسن
گرهارت گنتسن (آلمانی: Gerhard Gentzen؛ ‏ تلفظ آلمانی: [ˈɡeːɐ̯haʁt]؛ ‏ ۲۴ نوامبر ۱۹۰۹ – ۴ اوت ۱۹۴۵) یک منطق‌دان و ریاضی‌دان اهل آلمان بود. وی در کنار هیلبرت و برنایز از جمله‌ی مهمترین بنیانگذاران نظریه‌ی برهان به حساب می‌آید. 
وی در چارچوب پروژه‌ی هیلبرت سازگاری منطقی نظریه‌ی اعداد را نشان داد. 